# سویر (اکلاهما)
سویر(به انگلیسی: Sawyer) شهری در ایالت اکلاهما کشور ایالات متحده آمریکا است که جمعیت آن در سرشماری سال ۲۰۱۰ میلادی، ۳۲۱ نفر بوده‌است.